# Wenancjusz Domagała
Wenancjusz Marian Domagała (ur. 19 lutego 1941 w Czorsztynie) – polski lekarz, profesor nauk medycznych, nauczyciel akademicki, rektor Pomorskiej Akademii Medycznej w Szczecinie (2002–2005)

## Życiorys
Wenancjusz Domagała ukończył studia na Wydziale Lekarskim Pomorskiej Akademii Medycznej w Szczecinie w 1965. Podjął pracę na macierzystej uczelni w Zakładzie Anatomii Patologicznej, gdzie przeszedł przez wszystkie szczeble kariery akademickiej. W 1968 uzyskał I stopień specjalizacji z patomorfologii, w 1969 obronił pracę doktorską Wpływ methotreksatu na ultrastrukturę komórek raka Ehrlicha wrażliwych i opornych na ten lek. W 1971 uzyskał II stopień specjalizacji z patomorfologii, w 1975 habilitował się na podstawie monografii Ultrastruktura komórek nowotworowych i nienowotworowych z płynów jam ciała: porównawcze badania w mikroskopie świetlnych oraz w mikroskopie elektronowym transmisyjnym i skaningowym.  
W 1989 otrzymał tytuł profesora nauk medycznych. W latach 1981–1984 był dziekanem Wydziału lekarskiego PAM. Od 1983 pracował w Zakładzie Patomorfologii Nowotworów, kierował nim od 1991.  Od 1993 kierował Katedrą Patologii PAM. W latach 2002–2005 był rektorem Pomorskiej Akademii Medycznej w Szczecinie. 
W 1998 został członkiem krajowym korespondentem Wydziału V Lekarskiego Polskiej Akademii Umiejętności, był prezesem Polskiego Towarzystwa Patologów, członkiem prezydium Polskiego Towarzystwa Biologii Komórki oraz członkiem Komitetu Genetyki Człowieka i Patologii Molekularnej.
W 2017 profesor Wenancjusz Domagała otrzymał tytuł doktora honoris causa w macierzystej Uczelni.